# Sándor János (fizikus)
Sándor János (Budapest, 1921. március 31. – Budapest, 1977. augusztus 16.) magyar fizikus, egyetemi docens, a fizikai tudományok kandidátusa (1965). A Magyar Tudományos Akadémia Elektrokémiai Munkaközösségének, valamint az Energiagazdálkodási Tudományos Egyesület Szárítási Munkabizottságának tagja volt.

## Életpályája
1944-ben diplomázott a budapesti Pázmány Péter Tudományegyetem fizika–kémia szakán. 1944-ben munkaszolgálatra hívták be. 1945–1948 között általános iskolai tanárként dolgozott. 1953-ig a Pedagógus Szakszervezet keretében, a Szakszervezetek Országos Tanácsa (SZOT) Központi Iskolájában tanított. 1953–1955 között a Népszava Kiadó lektora volt. 1956-ig a Lenin Intézet adjunktusa volt. 1957–1959 között gimnáziumi tanár volt. 1959-ben lett a Budapesti Műszaki Egyetem fizikai-kémiai tanszékén adjunktus, majd docens. 1962-től a Moszkvai Állami Egyetemen V. K. Szemencsenko professzor irányítása mellett volt aspiráns. 1974-től a Budapesti Műszaki Egyetem Fizikai Intézetének munkatársa, 1976-tól az intézet igazgató-helyettese volt.

### Munkássága
Tudományos munkáját az egyetem elvégzése alatt kezdte elektrokémiával, azon belül a fémleválás problémájával foglalkozott. A Budapesti Műszaki Egyetem Fizikai Intézetében az irreverzibilis termodinamika területén végzett kutatásokat. Az elektrokémiai transzportfolyamatok termodinamikájával, később az elektrokinetikus jelenségek termodinamikájával foglalkozott. Szakfolyóiratokban számos tanulmánya jelent meg.
Sírja a Farkasréti temetőben található (E-1487. fülke).

## Művei
- Fizikai–kémiai gyakorlatok 3. (Budapest, 1961)
- Fizika-elektrotechnika példatár (Budapest, 1970)
- Elektromosságtan (Budapest, 1973)
- Fizikai laboratóriumi gyakorlatok (Budapest, 1977)